# Peñones de San Cristóbal
Los Peñones de San Cristóbal consisten en un afloramiento rocoso constituido por tres peñones dispuestos apuntando al mar en el litoral del municipio de Almuñécar, provincia de Granada (Andalucía, España). Este mirador natural constituye un hito geográfico emblemático de la costa occidental granadina. Están declarados monumento natural de carácter geográfico por la Junta de Andalucía (22 de noviembre de 2001).

## Descripción
Los tres peñones reciben por nombre: el «Peñón del Santo», que es el de mayor envergadura y de hasta 30 metros de altura; el «Peñón de Enmedio», peñón de posición intermedia y de hasta 10 metros de altura, siendo el de menor de tamaño de los tres; y el «Peñón de Afuera», de hasta 12 metros de altura y el más adentrado en el mar Mediterráneo. Estos dos últimos peñones están rodeados completamente de agua.
En el lado occidental se encuentra la playa de San Cristóbal, mientras que en el oriental la playa Puerta del Mar.
En el «Peñón del Santo» se ubica un mirador, uno de los más populares de la localidad sexitana. El Castillo de San Miguel acogía dentro de su recinto el «Peñón del Santo», quedando unido el peñón con la fortaleza por medio de una coracha, quedando esta cortada actualmente por el Paseo Marítimo. En dicho peñón existían un aljibe o estanque y una ermita dedicada a San Cristóbal. A partir de la segunda mitad del siglo XIX la estructura del aljibe era empleada por pescadores pobres como habitación o estancia. Fernández-Guerra (1873) sostenía que la ermita había sido en época romana un templo dedicado a la Luna.

## Geología
Los peñones están compuesto de materiales alpujárrides, muy afectados por la erosión que genera la acción del mar.